# Rui Miguel Cabral Furtado
Rui Miguel Cabral Furtado (sinh ngày 13 tháng 3 năm 1989) hay Ruizinho, là một cầu thủ bóng đá người Bồ Đào Nha thi đấu cho Operário ở vị trí tiền vệ.